# Neoserica inops
Neoserica inops är en skalbaggsart som beskrevs av Ahrens och Fabrizi 2009. Neoserica inops ingår i släktet Neoserica och familjen Melolonthidae. Inga underarter finns listade i Catalogue of Life.